# Protostyela heterobranchia
Protostyela heterobranchia är en sjöpungsart som beskrevs av C.S. Millar 1954. Protostyela heterobranchia ingår i släktet Protostyela och familjen Styelidae. Inga underarter finns listade i Catalogue of Life.